# Łątka stawowa
Łątka stawowa, łątka halabardówka (Coenagrion hastulatum) – euroazjatycki gatunek ważki z rodziny łątkowatych (Coenagrionidae). Na terenie Polski jest gatunkiem pospolitym. Zasiedla zbiorniki wodne różnego typu, zwłaszcza kwaśne, torfowiskowe. Preferuje wody z bujną i zróżnicowaną gatunkowo roślinnością.
Długość ciała sięga 34 mm, rozpiętość skrzydeł 40 mm. W Polsce osobniki dorosłe (imagines) latają od maja do lipca.